# Tapirus indicus
O tapir-malaio ou anta-malaia (Tapirus indicus) é um mamífero pouco maior que o Tapirus terrestris, chegando a medir 2,40 metros de comprimento e com uma coloração pintalgada que leva a confundi-lo com outros animais, sendo esta uma camuflagem contra predadores. Pode ser encontrado na Indonésia (em Sumatra), Laos, Malásia peninsular, Myanmar, Tailândia e Vietnã. Seu estado de conservação é "vulnerável". A ameaça vem principalmente do desmatamento para expansão da agricultura. Embora leopardos e tigres ataquem ocasionalmente crias e animais fracos, sua pele dura o torna uma presa difícil: portanto, a ameaça vem principalmente do homem.